# El Zulia
El Zulia is een gemeente in het Colombiaanse departement Norte de Santander. De gemeente telt 20.247 inwoners (2005).